# Éoulx
Éoulx est une localité de Castellane et une ancienne commune française, située dans le département des Alpes-de-Haute-Provence en région Provence-Alpes-Côte d'Azur.
La localité est rattachée à la commune de Castellane en 1973.

## Géographie

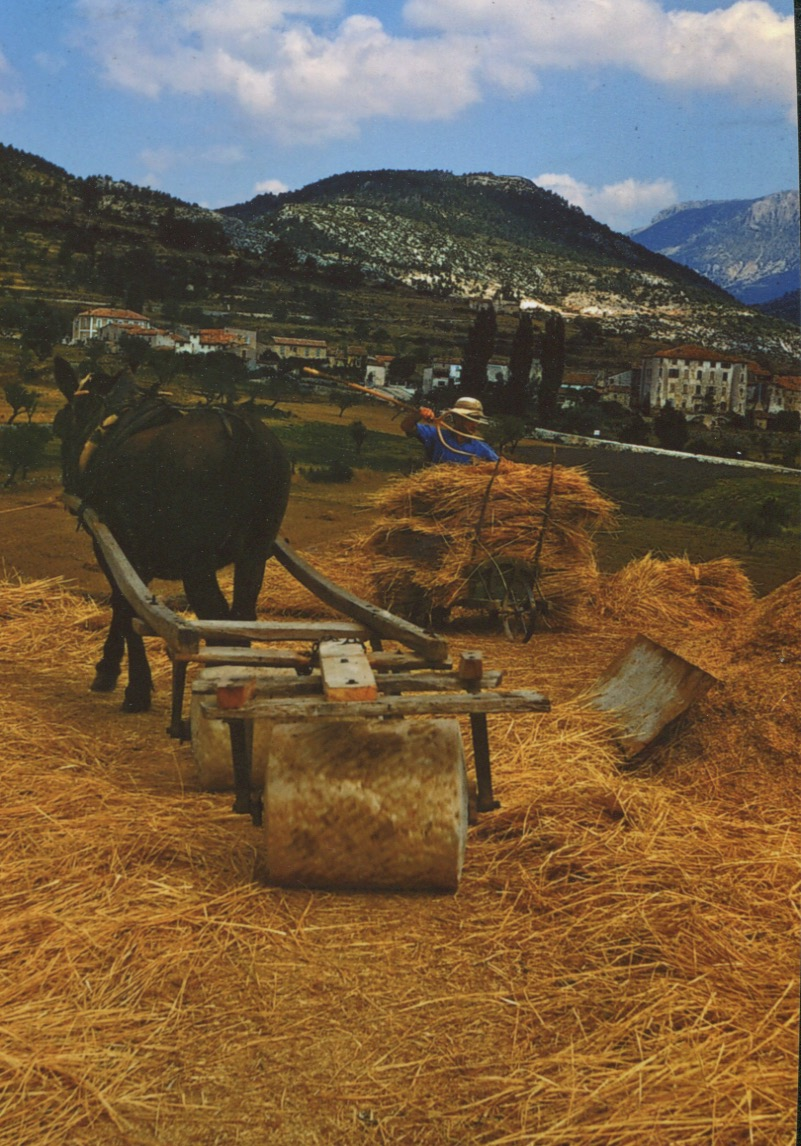
Aire de battage en 1952.

La commune avait une superficie de 15,85 km2

## Histoire
Par arrêté préfectoral du 29 juin 1973, la commune d'Éoulx est rattachée, le 1er juillet 1973 à la commune de Castellane.

## Administration
| Période                                  | Période | Identité | Étiquette | Qualité |
| ---------------------------------------- | ------- | -------- | --------- | ------- |
| Les données manquantes sont à compléter. |         |          |           |         |
|                                          |         |          |           |         |

## Démographie
| 1315    | 1471    | 1540    | 1793 | 1800 | 1806 | 1821 | 1831 | 1836 |
| ------- | ------- | ------- | ---- | ---- | ---- | ---- | ---- | ---- |
| 40 feux | 10 feux | 73 feux | 480  | 267  | 256  | 286  | 281  | 281  |

| 1841 | 1846 | 1851 | 1856 | 1861 | 1866 | 1872 | 1876 | 1881 |
| ---- | ---- | ---- | ---- | ---- | ---- | ---- | ---- | ---- |
| 287  | 297  | 283  | 273  | 248  | 208  | 195  | 191  | 189  |

| 1886 | 1891 | 1896 | 1901 | 1906 | 1911 | 1921 | 1926 | 1931 |
| ---- | ---- | ---- | ---- | ---- | ---- | ---- | ---- | ---- |
| 190  | 198  | 195  | 168  | 137  | 105  | 93   | 81   | 64   |

| 1936 | 1946 | 1954 | 1962 | 1968 | - | - | - | - |
| ---- | ---- | ---- | ---- | ---- | - | - | - | - |
| 57   | 37   | 30   | 24   | 19   | - | - | - | - |

Histogramme

(élaboration graphique par Wikipédia)

## Culture locale et patrimoine

### Lieux et monuments
- Le château d'Éoulx date du XVIIe siècle-XVIIIe siècle. Il est richement orné de gypseries, notamment les plafonds du premier étage, les panneaux surmontant les portes, la rosace en écailles du plafond du second étage. Extérieurement, il est doté de deux tours engagées, ses ouvertures sont cintrées. La terre d'Éoulx avait été démembrée de la baronnie de Castellane, et donnée ensuite par la reine Jeanne, en 1381, à Jean Raymond ou Raimondis, dit le Gros, en récompense des grands services qu'il lui avait rendus. La famille Raimondis d'Eoulx a donné à l'ordre de Malte plusieurs baillis et commandeurs. Elle a conservé le château jusqu'à la Révolution.
- L'église paroissiale Saint-Pons, ancienne chapelle Notre-Dame[4]. La chapelle doit dater du XVIe siècle ou du XVIIe siècle au moment où le village quitte son site initial pour s'installer près du château. La chapelle Notre-Dame remplace la chapelle Saint-Pons comme église paroissiale et en reprendra la titulature. La chapelle est citée par Monseigneur Jean Soanen, évêque de Senez, sous le nom de chapelle Notre-Dame, qui précise que le service de l'ancienne chapelle Saint-Pons y avait été transférée en 1606. Les fonts baptismaux y sont transférés en 1618. Monseigneur Jean Soanen y a fait des visites pastorales en 1697, 1704 et 1722. Dans sa description de l'église, en 1704, Monseigneur Soanen la déclare vétuste. Il recommande des transformations qui n'ont pas été faites. En 1779, l'église n'a pas encore de sacristie. Dans la visite de 1858, l'édifice est déclaré en bon état. En 1876, le conseil municipal décide de la reconstruction du clocher détruit par un ouragan. La toiture est en réparation en 1879. Elle doit être refaite en 1890. Des travaux sont faits en 1897 sur la base des devis de l'architecte Bourdellon.
L'église possède une toile de François Mimault « La Vierge à l'enfant entourée de Saint Pons et Saint Sébastien »[5].
- La chapelle Saint-Pons, du XIIIe siècle, classée au titre des monuments historiques le 6 avril 1981[6],[7], vestiges de la chapelle de l'ancien village.
- La chapelle Notre-Dame, datée du XVIIe siècle, ruinée[8].
- La chapelle Saint-Antoine, construite à la limite du XVIIIe siècle-XIXe siècle, le long du CD132, entre Éoulx et La Garde[9].

### Personnalités liées à la commune
- Joseph de Richery (1757-1798), contre-amiral
- Charles-Alexandre de Richery (1759-1830), évêque de Fréjus, puis archevêque d'Aix